# Zastava Nigerije
Zastava Nigerije dizajnirana je 1959., a prvi put izvješena 1. listopada 1960.
Sastoji se od okomito raspoređenih boja zelene, bijele i zelene.
Zelena predstavlja šume i prirodna bogatstva, a bijela mir.

## Dizajn
Zastava je adaptacija pobjedničke prijave 23-godišnjeg Michaela Taiwoa Akinkunmija na natjecanju održanom 1959. godine. Studirao je na Tehničkom koledžu Norwood u Londonu, u Engleskoj, kada je u novinama vidio oglas da se primaju prijave za dizajn nove nacionalne zastave Nigerije. Poslao je dizajn trotrake koji se sastoji od bijele okomite trake u sredini, sa zelenom okomitom trakom sa svake strane. Dizajn je također sadržavao crveno sunce u bijelom okomitom središtu zastave. Pobijedio je na natjecanju, no suci su uklonili crveno sunce, ostavljajući samo zeleno-bijelu trotraku za nacionalnu zastavu. Tipično je za kulturno raznolike zemlje, poput Nigerije, odabrati jednostavnije i manje složene dizajne zastava kako bi se izbjeglo nenamjerno vrijeđanje određenih etničkih ili vjerskih skupina. Zastava je od tada ostala nepromijenjena. Prvi put je službeno korištena 1. listopada 1960., na dan kada je Nigerija postala neovisna od Ujedinjenog Kraljevstva.